# Kirche Dornreichenbach

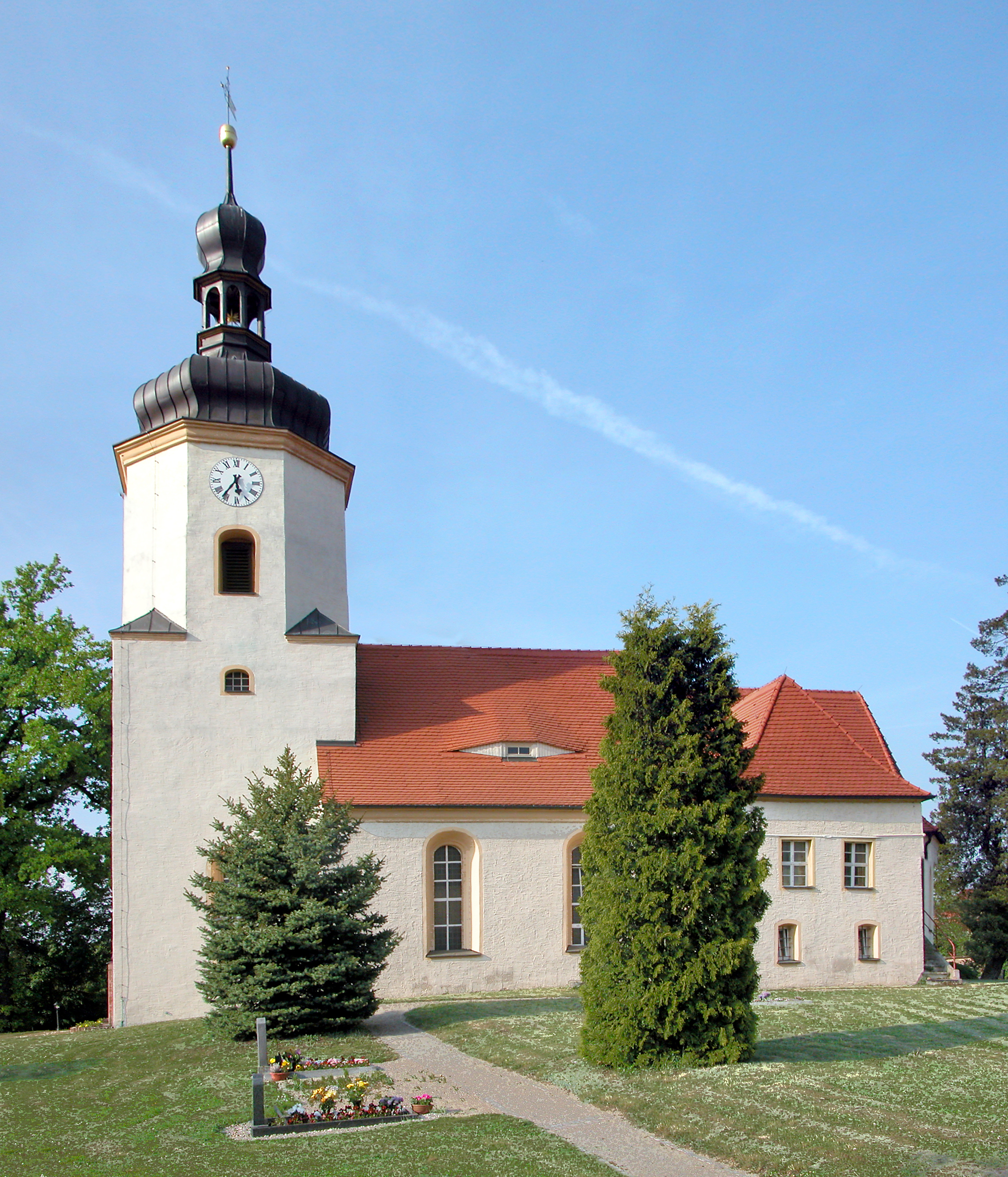
Kirche Dornreichenbach

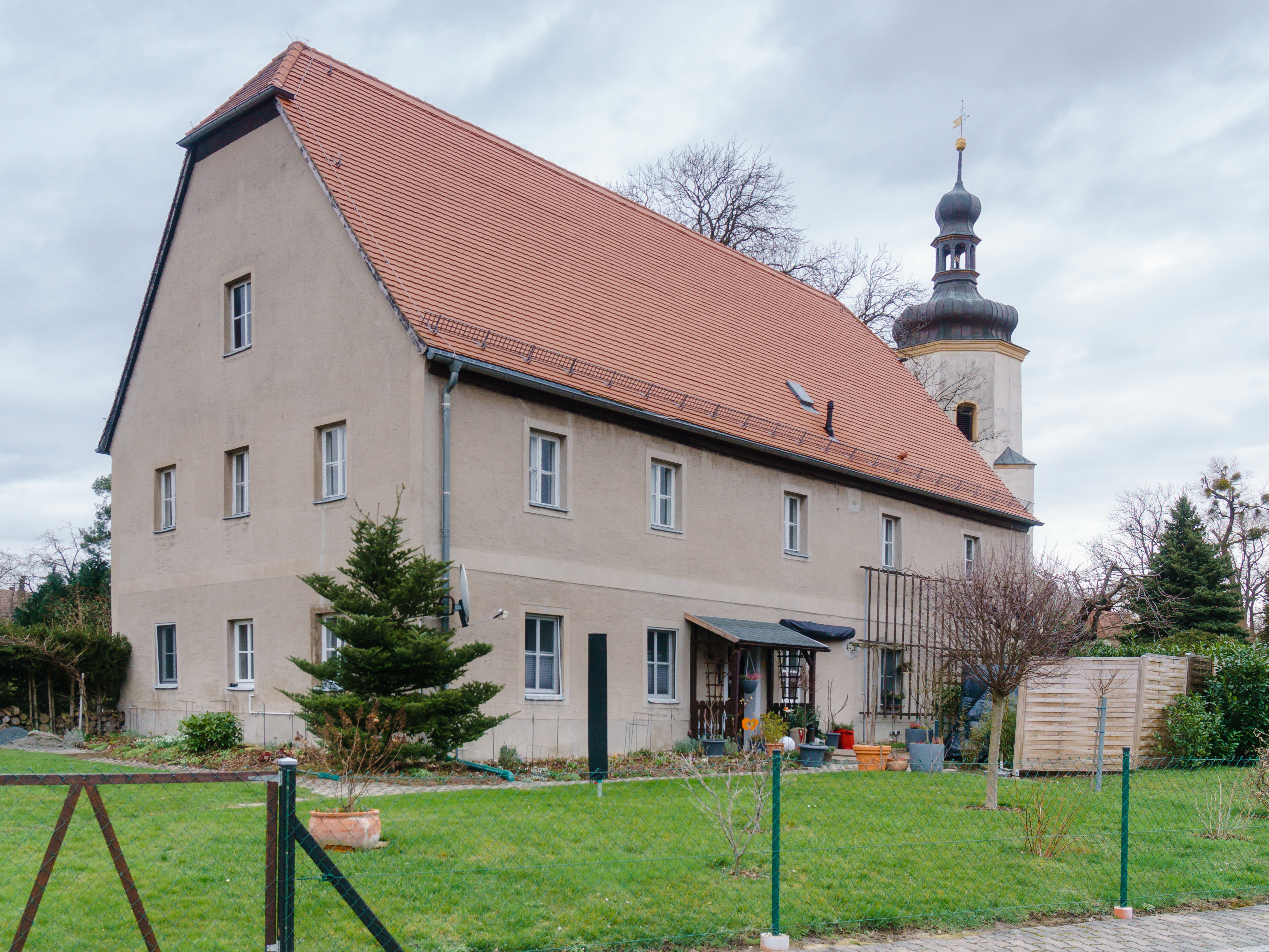
Pfarrhaus

Die evangelische Dorfkirche Dornreichenbach ist eine im Kern romanische, barock überformte Saalkirche im Ortsteil Dornreichenbach der Gemeinde Lossatal im Landkreis Leipzig in Sachsen. Sie gehört zur Kirchengemeinde Kühren-Börln im Kirchenbezirk Leipziger Land der Evangelisch-Lutherischen Landeskirche Sachsens und kann in der Regel nicht besichtigt werden.

## Geschichte
Die auf einem Hügel gelegene Saalkirche stammt vermutlich aus der Mitte des 12. Jahrhunderts. Nach einem Brand erfolgte im Jahr 1653 eine umfangreiche Erneuerung, wobei der Chor erweitert wurde; weitere Veränderungen wurden im Jahr 1691 vorgenommen. Restaurierungen erfolgten im Jahr 1876, wobei das Innere renoviert und mit einer neugotischen Ausstattung versehen wurde, sowie im Jahr 1920 mit einer Veränderung der Westseite und 1995.

## Architektur
Das Bauwerk ist ein Putzbau mit Dreiachtelschluss und Rundbogenfenstern. An der Chorsüdseite befindet sich ein Anbau mit Sakristei und Patronatsloge. Der massige Westturm ist im Obergeschoss oktogonal ausgebildet, als Abschluss dient eine barocke Haube mit Laterne, Kugel und Spitze.
Im Innern ist das Bauwerk flach gedeckt; Rundbögen vermitteln zwischen Turmhalle, Saal und Chor. An drei Seiten sind einfache Emporen eingebaut, an der Südseite eine Patronatsloge, die zum Chor mit einem Rundbogen geöffnet ist. Innen ist die Loge kreuzgratgewölbt, in der Mitte ist das Allianzwappen derer von Mordeisen und Pistoris mit der Jahreszahl 1675 angebracht.

## Ausstattung
Das Hauptstück der Ausstattung ist ein Altar mit geschnitztem Aufsatz von 1730 mit kleinem Kruzifix aus der Mitte des 16. Jahrhunderts. Die Kanzel, die Taufe und die Sockelvertäfelung im Chor sind neugotisch.
Mehrere Grabdenkmäler aus Sandstein zeigen zumeist die Verstorbenen in lebensgroßer Darstellung. Zu nennen sind insbesondere:
- das Grabmal für Lorenz von Mordeisen († 1559) von Christoph Walther II mit einer knienden Darstellung des Verstorbenen in voller Rüstung vor einer Inschrifttafel; auf dem Gebälk ist Gottvater mit der Weltkugel dargestellt, seitlich zwei Engel mit den Wappen derer von Mordeisen, Römer und Kyaw (ein viertes ist zerstört);
- zwei Steine in gleicher Gestaltung für die Knaben von Schleinitz († 1574 und 1575);
- das Grabmal für Ulrich von Mordeisen in der Zeittracht des 17. Jahrhunderts;
- das Grabmal für Maria Elisabeth Rossborn († 1775) mit Inschrift in Rocaillerahmung.

Die Orgel ist ein Positiv der Gebrüder Jehmlich aus dem Jahr 1966 mit drei Registern auf einem Manual.

## Umgebung
Das nahegelegene Pfarrhaus ist ein schlichter zweigeschossiger Bau mit Krüppelwalmdach und Fachwerk aus der Zeit um 1860. Auf dem Friedhof befindet sich ein Grufthaus derer von Minckwitz mit Putzquaderung, Dreieckgiebel mit Festons und Spitzbogeneingang.